# SpVgg Jahn Forchheim
SpVgg Jahn Forchheim is een Duitse voetbalvereniging uit de Beierse stad Forchheim. Forchheim is gelegen in Oberfranken maar de club neemt deel in de competities van het nabijgelegen Mittelfranken. Naast voetbal kan er bij de club ook aan tennis, badminton en volleyball gedaan worden.
De oorsprong van de club gaat terug naar het jaar 1904 toen TV Jahn Forchheim werd opgericht. In 1924 werd Sportvereinigung Forchheim opgericht. Beide clubs besloten tot een fusie in 1947.
Het grootste succes uit de geschiedenis van de voetbalclub was in 1994 toen de club voor het eerst promotie afdwong naar de Oberliga Bayern, destijds het vierde niveau. Na 6 seizoenen waarin de vereniging altijd in de bovenste helt van de ranglijst eindigde besloot Jahn vrijwillig om een flinke stap terug te doen in 2000.
Vanuit de Kreisliga werkte de club zich snel weer omhoog, met promotie naar de Bezirksliga Mittelfranken-Nord in 2002. De club werd het jaar daarop kampioen in deze klasse en promoveerde zo naar de Bezirksoberliga Mittelfranken. In 2006 volgde promotie naar de Landesliga maar degradeerde een jaar later. Na 2 seizoen in de Bezirksoberliga promoveerde de club weer naar de Landesliga. Aan het einde van het seizoen 2011-12 kwalificeerde de club zich met een 8e plaats direct voor de nieuwe Bayernliga-Nord, waar de club tot 2016 speelde. Na één seizoen keerde de club terug maar in 2019 degradeerde men opnieuw naar de landesliga.